# Víctor Claver
Víctor Claver Arocas (Valencia, 30 agosto 1988) è un ex cestista spagnolo, di ruolo ala.

## Carriera
È stato selezionato dai Portland Trail Blazers al primo giro del Draft NBA 2009 (22ª scelta assoluta).
Con la Spagna ha disputato tre edizioni dei Giochi olimpici (Londra 2012, Rio de Janeiro 2016, Tokyo 2020), tre dei Campionati mondiali (2010, 2014, 2019) e quattro dei Campionati europei (2009, 2011, 2013, 2015).

## Statistiche

### NBA

#### Regular Season
| Anno      | Squadra             | PG | PT | MP   | TC%  | 3P%  | TL%  | RP  | AP  | PRP | SP  | PP  |
| --------- | ------------------- | -- | -- | ---- | ---- | ---- | ---- | --- | --- | --- | --- | --- |
| 2012-2013 | Portland T. Blazers | 49 | 16 | 16,6 | 39,2 | 28,7 | 46,7 | 2,4 | 0,9 | 0,5 | 0,2 | 3,8 |
| 2013-2014 | Portland T. Blazers | 21 | 0  | 8,8  | 40,5 | 16,7 | 90,9 | 1,9 | 0,6 | 0,1 | 0,1 | 2,2 |
| 2014-2015 | Portland T. Blazers | 10 | 0  | 7,6  | 45,0 | 54,5 | -    | 2,0 | 0,1 | 0,1 | 0,1 | 2,4 |
| Carriera  | Carriera            | 80 | 16 | 13,4 | 39,8 | 29,3 | 58,5 | 2,2 | 0,7 | 0,4 | 0,2 | 3,2 |

#### Play-off
| Anno     | Squadra             | PG | PT | MP  | TC% | 3P% | TL% | RP  | AP  | PRP | SP  | PP  |
| -------- | ------------------- | -- | -- | --- | --- | --- | --- | --- | --- | --- | --- | --- |
| 2014     | Portland T. Blazers | 2  | 0  | 3,5 | -   | -   | 0,0 | 2,5 | 0,0 | 0,0 | 0,0 | 0,0 |
| Carriera | Carriera            | 2  | 0  | 3,5 | -   | -   | 0,0 | 2,5 | 0,0 | 0,0 | 0,0 | 0,0 |

#### Massimi in carriera
- Massimo di punti: 13 vs Brooklyn Nets (26 febbraio 2014)[1]
- Massimo di rimbalzi: 10 vs Boston Celtics (24 febbraio 2013)
- Massimo di assist: 4 (2 volte)
- Massimo di palle rubate: 3 vs Sacramento Kings (23 dicembre 2012)
- Massimo di stoppate: 2 vs Utah Jazz (29 marzo 2013)
- Massimo di minuti giocati: 36 vs New Orleans Hornets (13 febbraio 2013)

### Eurolega
| Anno      | Squadra          | PG  | PT  | MP   | TC%  | 3P%  | TL%  | RP  | AP  | PRP | SP  | PP   |
| --------- | ---------------- | --- | --- | ---- | ---- | ---- | ---- | --- | --- | --- | --- | ---- |
| 2010-2011 | Valencia         | 14  | 14  | 27,6 | 47,2 | 36,8 | 84,1 | 4,9 | 1,4 | 1,4 | 0,4 | 10,9 |
| 2015-2016 | Lokomotiv Kuban' | 31  | 31  | 27,0 | 50,0 | 40,0 | 78,0 | 5,9 | 1,6 | 0,8 | 0,5 | 9,4  |
| 2016-2017 | Barcellona       | 27  | 19  | 22,0 | 45,9 | 37,7 | 77,8 | 4,4 | 1,3 | 0,9 | 0,3 | 6,0  |
| 2017-2018 | Barcellona       | 24  | 6   | 16,0 | 45,2 | 42,2 | 80,0 | 2,9 | 1,2 | 0,6 | 0,3 | 4,6  |
| 2018-2019 | Barcellona       | 35  | 25  | 21,3 | 47,7 | 33,9 | 82,1 | 3,2 | 1,0 | 0,6 | 0,4 | 5,3  |
| 2019-2020 | Barcellona       | 17  | 15  | 21,2 | 50,7 | 45,5 | 100  | 3,0 | 1,6 | 0,8 | 0,2 | 5,7  |
| 2020-2021 | Barcellona       | 15  | 4   | 12,6 | 48,2 | 20,0 | 71,4 | 1,9 | 0,3 | 0,4 | 0,1 | 2,3  |
| 2022-2023 | Valencia         | 30  | 12  | 17,7 | 47,1 | 41,3 | 81,5 | 2,6 | 0,9 | 0,9 | 0,1 | 4,8  |
| 2023-2024 | Valencia         | 21  | 5   | 14,8 | 40,3 | 38,5 | 75,0 | 2,1 | 0,6 | 0,4 | 0,0 | 3,4  |
| Carriera  | Carriera         | 214 | 131 | 20,3 | 47,4 | 38,6 | 81,2 | 3,5 | 1,1 | 0,7 | 0,3 | 5,8  |

## Palmarès

### Squadra

#### Competizioni nazionali
- Campionato spagnolo: 1

Barcellona: 2020-21
- Copa del Rey: 3

Barcellona: 2018, 2019, 2021
- Liga catalana: 3

Barcellona: 2016, 2017, 2019

#### Competizioni internazionali
- Eurocup: 2

Valencia: 2009-10
Chimki: 2014-15

### Nazionale
- Olimpiadi:

 Londra 2012
 Rio 2016
- Mondiali:

 2019
- Europei:

: 2009, 2011, 2015
: 2013

### Individuale
- ULEB Eurocup Rising Star: 1

Valencia: 2009-10